# مينشيو

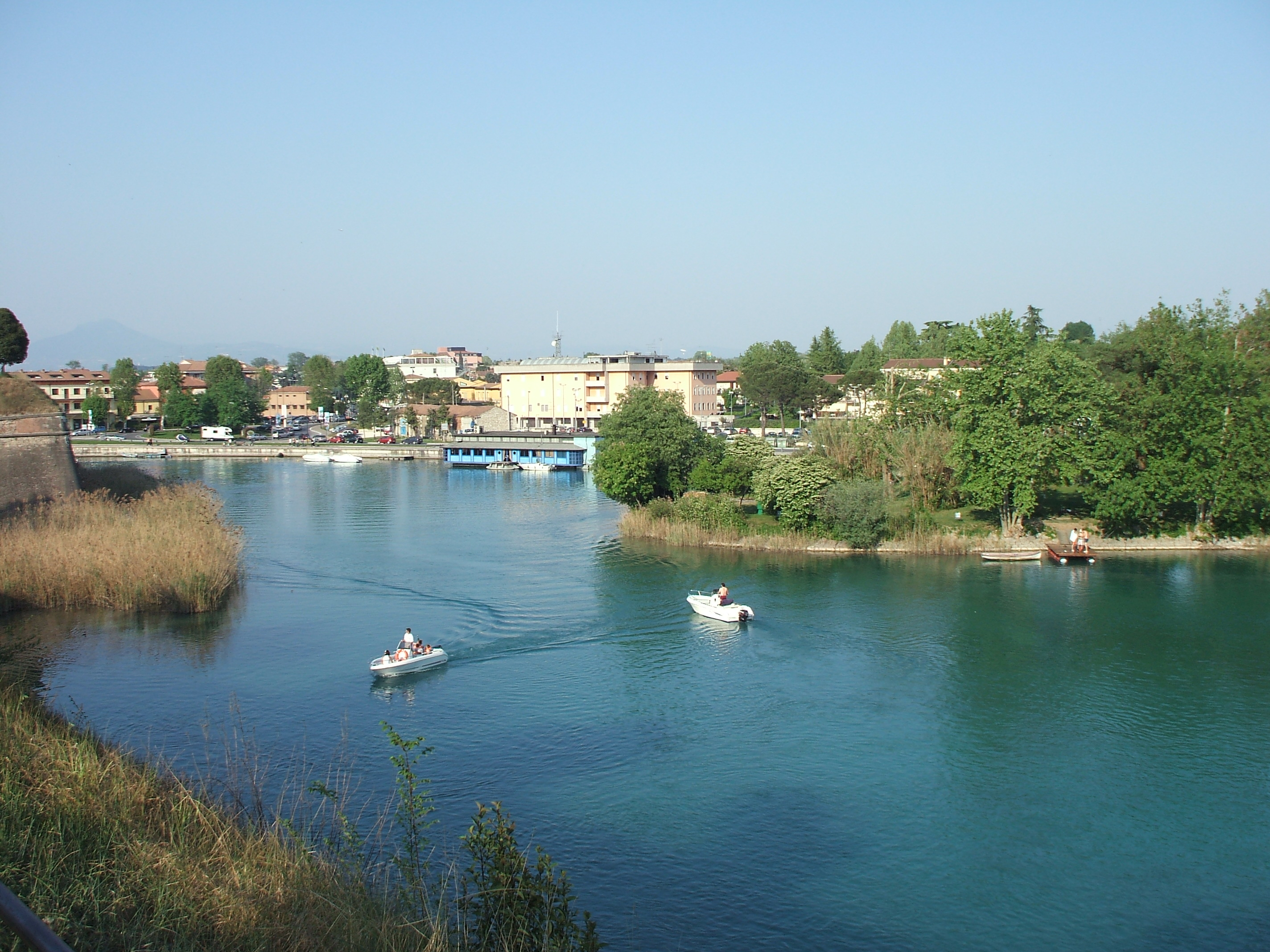
مينيسو

مينشيو هو نهر في منطقة لومبارديا شمال إيطاليا.
يسمى نهر ساركا قبل أن يدخل بحيرة غاردا، ويسير بعد ذلك حوالي 65 كم بعد مانتوفا في نهر بو.
تدفق الجزء الأسفل السابق من مساره إلى البحر الأدرياتيكي بالقرب من أدريا حتى خرق كوكا في 589 م، حيث يسير تقريباً في ذات مجرى ما هو حالياً قناة بيانكو، ومنذ ذاك الحين وهو يستخدم كممر مائي للوصول إلى البحيرة.